# Pagnona
Pagnona (Pagnone in dialetto valvarronese) è un comune italiano di 309 abitanti della provincia di Lecco in Lombardia, situato nell'Alta Valvarrone. Pagnona è il paese di nascita del noto artista Luigi Tagliaferri.

## Storia

### Le origini
I primi insediamenti lungo le boscose pendici del monte Legnone hanno origine antichissima: risalgono alla medio-tarda età del bronzo. A testimoniare la presenza di questi primi abitatori furono i ritrovamenti di un'ascia di bronzo databile intorno al XVI secolo a.C. e di una scure di analogo materiale risalente con ogni probabilità all'VIII secolo a.C. Oltre al ritrovamento di questi due cimeli, avvenute tra il 1883 e il 1885, furono rinvenute alcune suppellettili in ferro e ceramica di chiara fattura celtica, costruite tra il IV e III secolo a.C. che provano la presenza dei Celti Lepontici nella valle.

### Dal Medioevo in poi
In un primo momento, Pagnona fu méta di immigrazione da parte di artigiani della Valle di Scalve, specialisti nella lavorazione del ferro. Quando poi, nella seconda metà del XVII secolo il comparto andò in crisi, Pagnona e tutta la Valvarrone assistettero a un rilevante fenomeno di emigrazione, con i pagnonesi perlopiù diretti a Venezia.

### Simboli
Lo stemma del Comune di Pagnona è stato concesso con decreto del presidente della Repubblica del 22 giugno 2005.
(D.P.R. 22.06.2005)
La torre posta su un'altura rappresenta la fortezza che sorgeva all'ingresso del paese a difesa della valle. Alle sue spalle scorrono i torrenti Varrone e Varroncello. La stella simbolizza il monte Legnone che domina l'abitato.
Il gonfalone è un drappo di bianco.

## Monumenti e luoghi d'interesse

### Architetture religiose

#### Chiesa di Sant'Andrea
Parrocchiale dalla fine del XV secolo, la chiesa di Sant'Andrea fu rimaneggiata all'inizio del Novecento. Nel corso dei secoli, la chiesa fu abbellita con il contributo delle donazioni da parte dei pagnonesi emigrati.
Oltre a un piviale appartenuto a Carlo Borromeo, la chiesa conserva un altare contraddistinto da un paliotto in cuoio (realizzato da Giambattista Tagliaferri) e dal dipinto di un'Addolorata. La cappella di San Carlo ospita un olio su tela datato 1640, realizzato da Pietro Muttoni su commissione della locale confraternita detta del "Pio consorzio pagnonese". Soggetto principale della tela è Carlo Borromeo, raffigurato tra il Battista e sant'Ambrogio sotto un cielo nuvoloso da cui fanno capolino la Madonna col Bambino e alcuni angioletti.

#### Cappella dei morti di peste
Dotata di numerosi affreschi, la cappella fu realizzata in memoria delle vittime della pandemia del 1630, probabilmente rielaborando una precedente chiesa medievale dedicata a San Michele.

### Architetture civili
Sulla piazza del paese si affacciano una serie di abitazioni risalenti al XVII secolo. Le pareti esterne di molte case di Pagnona sono abbellite da affreschi. Tra le abitazioni spicca una torre risalente al XIV secolo.

## Società

### Evoluzione demografica
- 256 nel 1771
- 267 nel 1803
- annessione a Premana nel 1809
- 415 nel 1853

Abitanti censiti

Amministrazione
| Periodo        | Periodo        | Primo cittadino      | Partito              | Carica  | Note |
| -------------- | -------------- | -------------------- | -------------------- | ------- | ---- |
| 3 giugno 1985  | 21 marzo 1990  | Claudio Villa        | Democrazia Cristiana | Sindaco |      |
| 25 maggio 1990 | 24 aprile 1995 | Daniele Tagliaferri  | Democrazia Cristiana | Sindaco |      |
| 24 aprile 1995 | 14 giugno 2004 | Martino Colombo      | Centro               | Sindaco |      |
| 14 giugno 2004 | 8 giugno 2009  | Giovanni Minervini   | Lista civica         | Sindaco |      |
| 8 giugno 2009  | 26 maggio 2014 | Martino Colombo      | Lista civica         | Sindaco |      |
| 26 maggio 2014 | 27 maggio 2019 | Maria Cristina Coppo | Lista civica         | Sindaco |      |
| 27 maggio 2019 | in carica      | Martino Colombo      | Lista civica         | Sindaco |      |